# الکس جونز
الکس جونز (به انگلیسی: Alex Jones) میزبان تاک شوی رادیویی، نویسنده، مستندساز و تئوری پرداز توطئه آمریکایی است. وی مجری برنامهٔ الکس جونز شو از شهر آستین در تگزاس است که جزء رسانه جایگزین است که در ایالات متحده از طریق امواج رادیویی و همچنین از طریق اینترنت در دسترس است. وبسایت‌های Infowars.com و prisonplanet.com را اداره می‌کند. وی محور بسیاری از انتقادات بوده‌است و دولت آمریکا را به دست داشتن در مسائلی چون حملات ۱۱ سپتامبر، ساختگی بودن فرود بر ماه، انفجار اوکلاهماسیتی و… متهم کرده‌است. جونز خود را لیبرترین و محافظه کار توصیف می‌کند.

## مستندها
برخی از مشهورترین مستندهای ساخت الکس جونز عبارتند از:
- رازهای سیاه در بوهیمین گروو در سال ۲۰۰۰
- آخربازی: نقشهٔ بردگی جهانی در سال ۲۰۰۷
- پول خرد (مستند) دربارهٔ حملات ۱۱ سپتامبر در سال ۲۰۰۷
- فریب اوباما در سال ۲۰۰۹
- او در مستند ما آنجا بودیم نادر طالب زاده هم شرکت کرد